# Грім у долині (фільм, 1947)
«Грім в долині» (англ. Thunder in the Valley) — американська драма режисера Луїса Кінга 1947 року.

## У ролях
- Лон МакКаллістер — Девід МакАдам
- Пеггі Енн Гарнер — Меггі Мур
- Едмунд Гвенн — Адам МакАдам
- Реджинальд Оуен — Джеймс Мур
- Чарльз Ірвін — Лонг Кірбі